# Пјудипај
Феликс Арвид Улф Шелберг (швед. Felix Arvid Ulf Kjellberg; Гетеборг, 24. октобар 1989), познатији као Пјудипај (енгл. PewDiePie), шведски је јутјубер и комичар, познат по својим летсплеј и комичним видео-снимцима. Закључно с 15. децембром 2021. године, његов јутјуб канал броји 111 милиона претплатника и приближно 28 милијарди прегледа. Канал је направио 29. априла 2010.

## Младост
Феликс је рођен у Гетеборгу у Шведској. Започео је студије технолошког и индустријског менаџмента на Техничком универзитету Чалмерс у Гетеборгу. Током 2010. године, за време свог студирања, направио је налог на јутјубу са називом Пјудипај (PewDiePie). Следеће године напустио је факултет због мањка интереса за област коју је студирао. Након што није добио праксу у једној агенцији за рекламирање, одлучио је да се фокусира на стварање садржаја за свој канал на јутјубу. Како би финансирао своје видео-снимке, Шелберг је почео да продаје хот догове, али и своје уметничке радове у Фотошопу. Шелберг је убрзо постао популаран на јутјубу, а у јулу 2012. године достигао је милион пратилаца.

## Јутјуб канал
Феликс је 2009. године почео објављивати своје реакције за јутјуб на каналу „PewDie”, али је касније изгубио лозинку, па је 29. априла 2010. године направио канал „PewDiePie”. Објаснио је да „pew” означава звук ласера, а да се „die” односи на смрт (енгл. die — „умрети”).
На почетку своје каријере, Шелберг је објављивао садржај који се углавном састојао од „Let's play” видео-снимака у којима је показивао како се нека игрица игра. Његови коментари на хорор игре створиле су његов најпознатији садржај током ове ране фазе, иако се на крају проширио на други садржај, али је његов канал остао углавном гејминг карактера. Умјесто класичних упутстава за играње, Шелберг је своје „Let's play” видео-снимке посветио „дељењу тренутака током играња на јутјуб”. Магазин Variety то описује на овај начин: „Пјудипај се понаша као да проводи време са пријатељем. Почиње сваки видео представљајући се пискутавим, шашавим гласом [...] а затим се удубљује у видео”.
Феликс ретко има времена за интервјуе, али је у ретким на које је пристао рекао како се он само опушта и забавља, а при томе зарађује огромне своте новца, чак 4 милиона долара годишње.
Оно што је посебно занимљиво је да је потпуно несвесно Феликс почео увелико утицати на тржиште видео игара јер игре које он игра (па чак и ако му се не свиђају па их критикује) брзо постану популарне међу милионима корисника те неки сматрају да и он носи део заслуге за популарност Flappy Bird-а, којег су многи скинули након што су видели видео „Flappy Bird – немојте играти ову игру” који је објавио овај младић.

## Приватни живот
Своју супругу Марцију је срео посредством њене пријатељице 2011. године, након чега су почели да се друже преко интернета, а затим је отишао у Италију да је упозна. Дугогодишњу везу крунисали су браком 19. августа 2019. године.